# Tisis argyrophaea
Tisis argyrophaea är en fjärilsart som beskrevs av Edward Meyrick 1910. Tisis argyrophaea ingår i släktet Tisis och familjen Lecithoceridae. Inga underarter finns listade i Catalogue of Life.